# Ofensywa Nivelle’a
Ofensywa Nivelle’a – ofensywa wojsk francuskich i brytyjskich przeprowadzona na froncie zachodnim podczas I wojny światowej przeciwko siłom niemieckim. Rozpoczęta 9 kwietnia, trwała do 9 maja 1917. Plan jej opracował szef Sztabu Generalnego generał Robert Nivelle. Ofensywa zakończyła się niepowodzeniem wojsk francuskich i usunięciem ze stanowiska Roberta Nivelle’a.

## Przygotowania
Po bitwie pod Verdun i Sommą oddalało się zwycięstwo ententy oraz szybkie zakończenie wojny. W związku z tym 15 listopada 1916 we francuskiej Kwaterze Głównej Marszałka Josepha Joffre’a w Chantilly odbyło się zgromadzenie wodzów koalicji. Zatwierdzono podczas niego pierwotny plan Joffre’a.
Plan zakładał, że główne przełamanie frontu ma nastąpić na zachodzie, ponieważ tam Niemcy dysponowali największymi siłami (129 dywizji z ogólnej liczby 204). Uderzenie francuskie planowano między rzekami Oise i Sommą oraz Soissons i Reims, a Brytyjczycy mieli uderzyć między Bapaume i Vimy. Plan dawał nadzieję na sukces ponieważ Niemcy przeprowadzili tzw. operację Alberyk skracając linię frontu o 70 km pomiędzy Arras i Soissons, co spowodowało przeniesienie 8 dywizji do odwodów. Francuzi i Brytyjczycy zgodnie z planem Joffre’a mieli zaatakować z zaskoczenia Niemców w chwili przegrupowania wojsk z jednych linii na drugie.                                                                   
Na Naczelnego wodza Francuzi wybrali gen. Roberta Nivelle’a, który wsławił się w bitwie pod Verdun. Nivelle naniósł poprawki do planu Joffre’a, w którym przewidywał zaskakujące potężne uderzenie, trwające od 24 do 48 godzin, mające spowodować przerwanie frontu i przejście do wojny ruchomej. Nivelle zmienił również miejsce ofensywy przesuwając ją w kierunku wschodnim. Uderzenie zaplanowano na 15 lutego 1917, ale w związku z wcześniejszym przegrupowaniem wojsk niemieckich termin kilka razy zmieniano.

## Ofensywa
4 kwietnia 1917 Nivelle sporządził ostatnie instrukcje, wedle których Brytyjczycy mieli przerwać front niemiecki w Givenchy-lès-la-Bassée i Quéant, a Francuzi pomiędzy Reims i Soissons.
Brytyjczycy rozpoczęli ofensywę 9 kwietnia 1917, przesuwając się 5 kilometrów w głąb pozycji niemieckich. Po ciężkich walkach w pobliżu Arras zdobyli wzgórze Vimy pod Arras, lecz pomimo użycia 60 czołgów nie przełamali frontu niemieckiego. W ciągu sześciu dni oddziały brytyjskie przesunęły się 8 km na froncie długości 30 km. Dowódca Brytyjskiego Korpusu Ekspedycyjnego – generał Douglas Haig – wstrzymał działania zaczepne. W drugiej połowie kwietnia i w maju Brytyjczycy kilkukrotnie powtarzali uderzenia w celu wsparcia działań zaczepnych armii francuskiej.
12 kwietnia do ataku w kierunku Saint-Quentin ruszyły oddziały francuskie. Po dwóch dniach walki przerwano bez większych sukcesów – pozycje niemieckie okazały się zbyt silne.
Największa ofensywa rozpoczęła się 16 kwietnia 1917 na froncie o długości 70 km pomiędzy Vailly a Berry-au-Bac. Po pierwszych atakach Francuzi zdobyli pierwszą linię umocnień między Craonne a Berry-au-Bac i wdarli się do drugich linii. Z powodu silnej obrony niemieckiej i nieudanego rajdu czołgów dalsze ataki zostały jednak powstrzymane.
Próby przełamania obrony niemieckiej zakończyły się niepowodzeniem. 4 maja dowództwo koalicji z powodu wykrwawiania się oddziałów zmuszone było do wydania rozkazu o rezygnacji z dalszych natarć. Walki toczyły się jeszcze do 9 maja, głównie dookoła drogi Chemin des Dames.

## Konsekwencje
Straty francuskie były znaczące: około 187 000 ludzi. Brytyjczycy stracili około 160 000 ludzi. Niemieckie straty były stosunkowo niskie i wyniosły 168 000 ludzi (20 000 trafiło do niewoli).
1 Armia straciła 46 826, 3 Armia: 87 226, 5 Armia 24 608 ludzi. Całkowite straty kanadyjskie wyniosły 11 297 (zabici, ranni, wzięci do niewoli). Dywizja australijska odnotowała około 7000 strat. Zginęło 5 183 Rosjan.
Generał Nivelle utracił zaufanie, jakim był obdarzany przed ofensywą. 15 maja 1917 Rada Ministrów zdymisjonowała go, a na jego miejsce mianowała gen. Philippe’a Pétaina. Ten od razu zapowiedział, że nie podejmie żadnych działań do czasu przybycia oddziałów Amerykańskiego Korpusu Ekspedycyjnego z czołgami.
W następstwie nieudanej ofensywy, dużych strat w ludziach i reorganizacji dowództwa żołnierze francuscy zaczęli coraz częściej dezerterować. W końcu 27 maja doszło do ich otwartego buntu. Dowództwo francuskie oskarżane było o zbyt łagodne traktowanie zbuntowanych żołnierzy. Dopiero pod dowództwem Pétaina przywrócono dyscyplinę wojskową, a winnych ukarano.

## Galeria

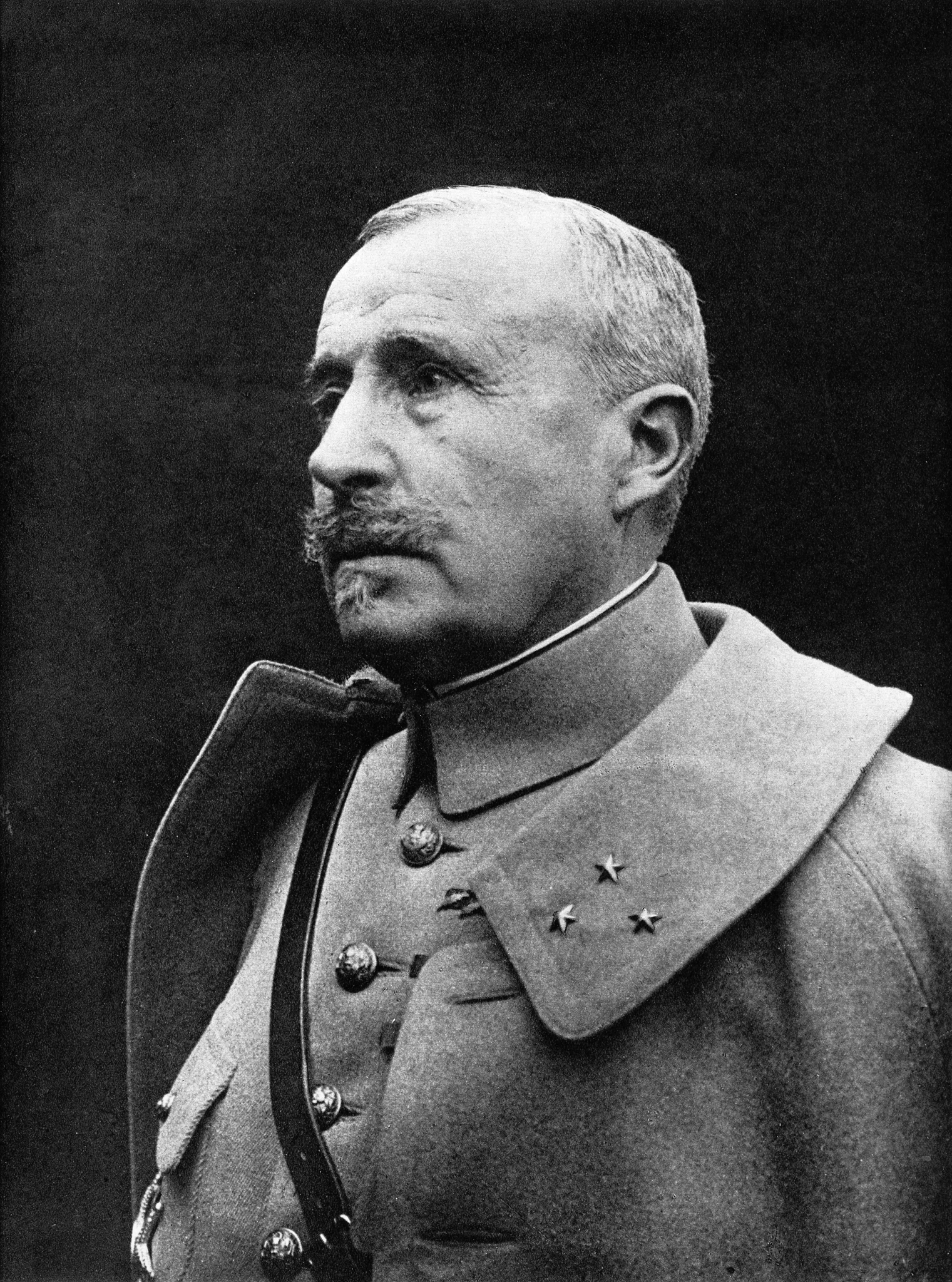
Robert Nivelle głównodowodzący oraz autor ofensywy
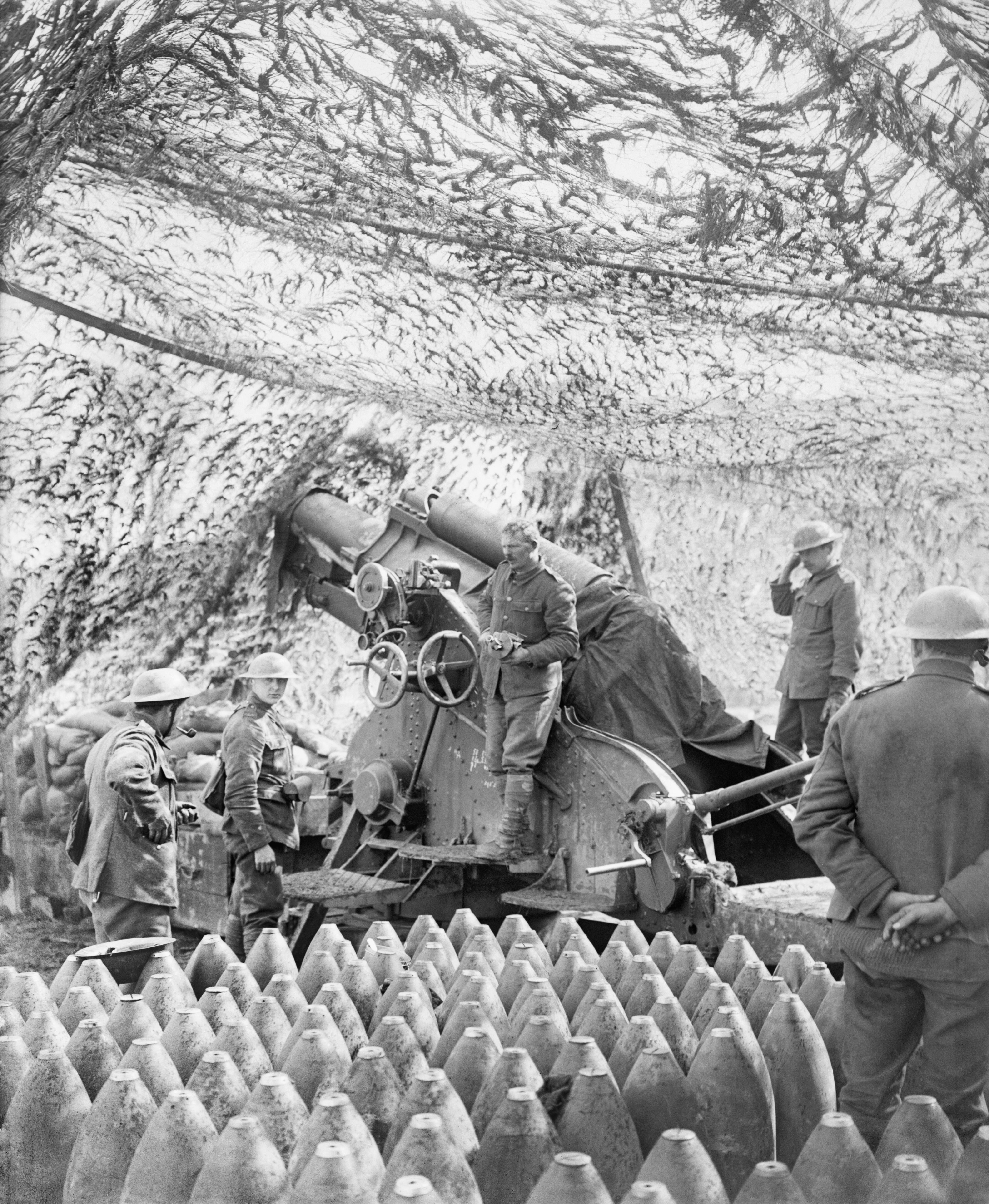
Brytyjskie stanowisko artylerii pod Arras
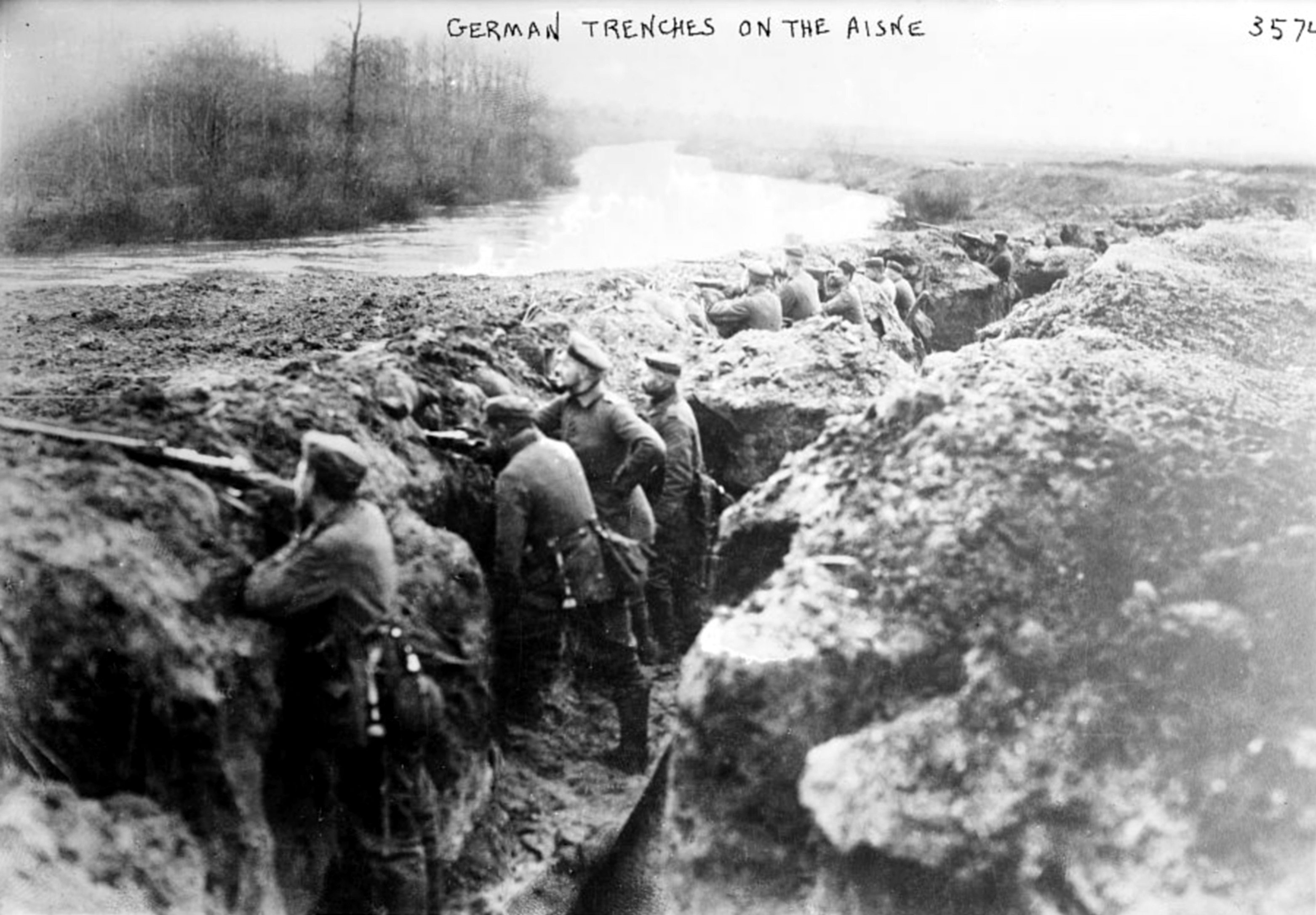
Żołnierze niemieccy w okopach pod Aisne
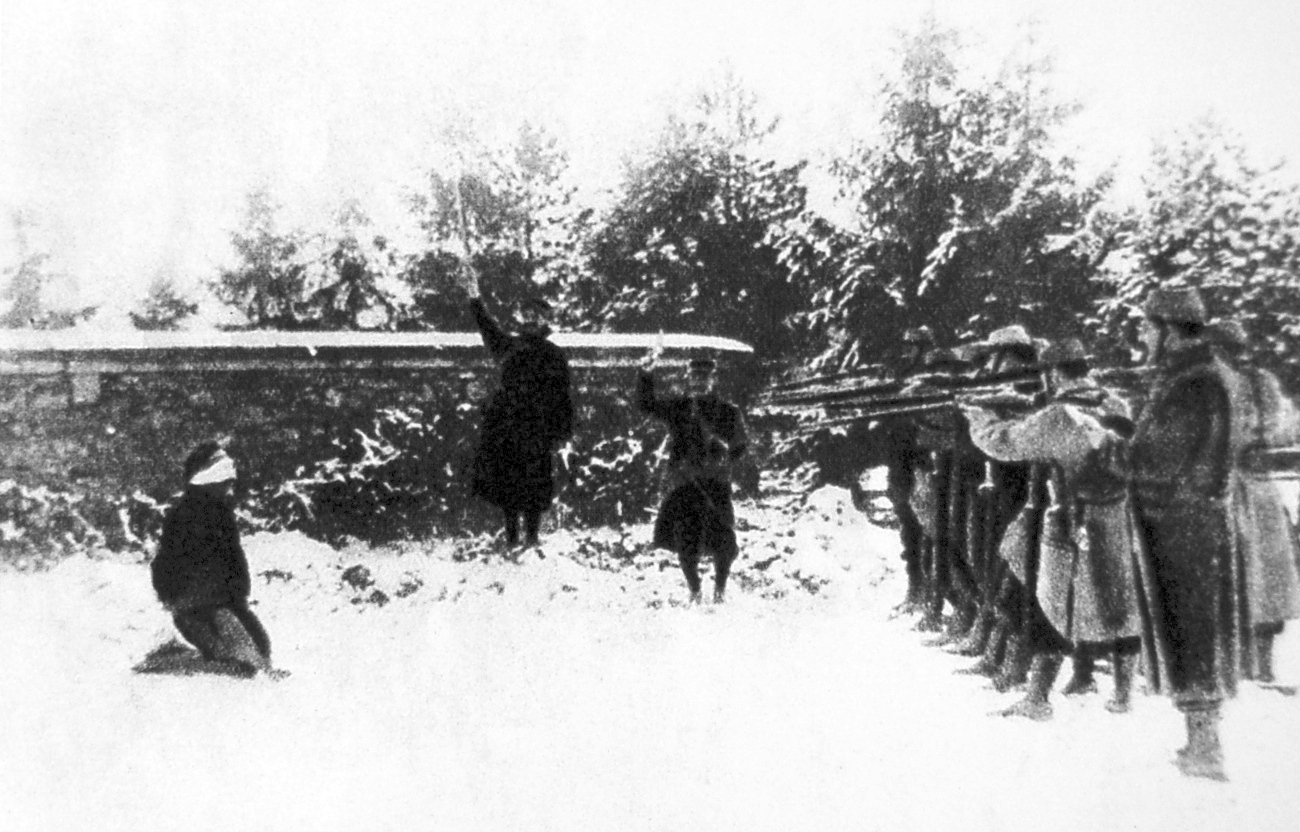
Egzekucja jednego z buntowników